# Finito de Córdoba
Juan Serrano Pineda, más conocido por Finito de Córdoba, (Sabadell, 6 de octubre de 1971) es un torero español. Ha salido por la puerta grande de Las Ventas en una ocasión.

## Biografía

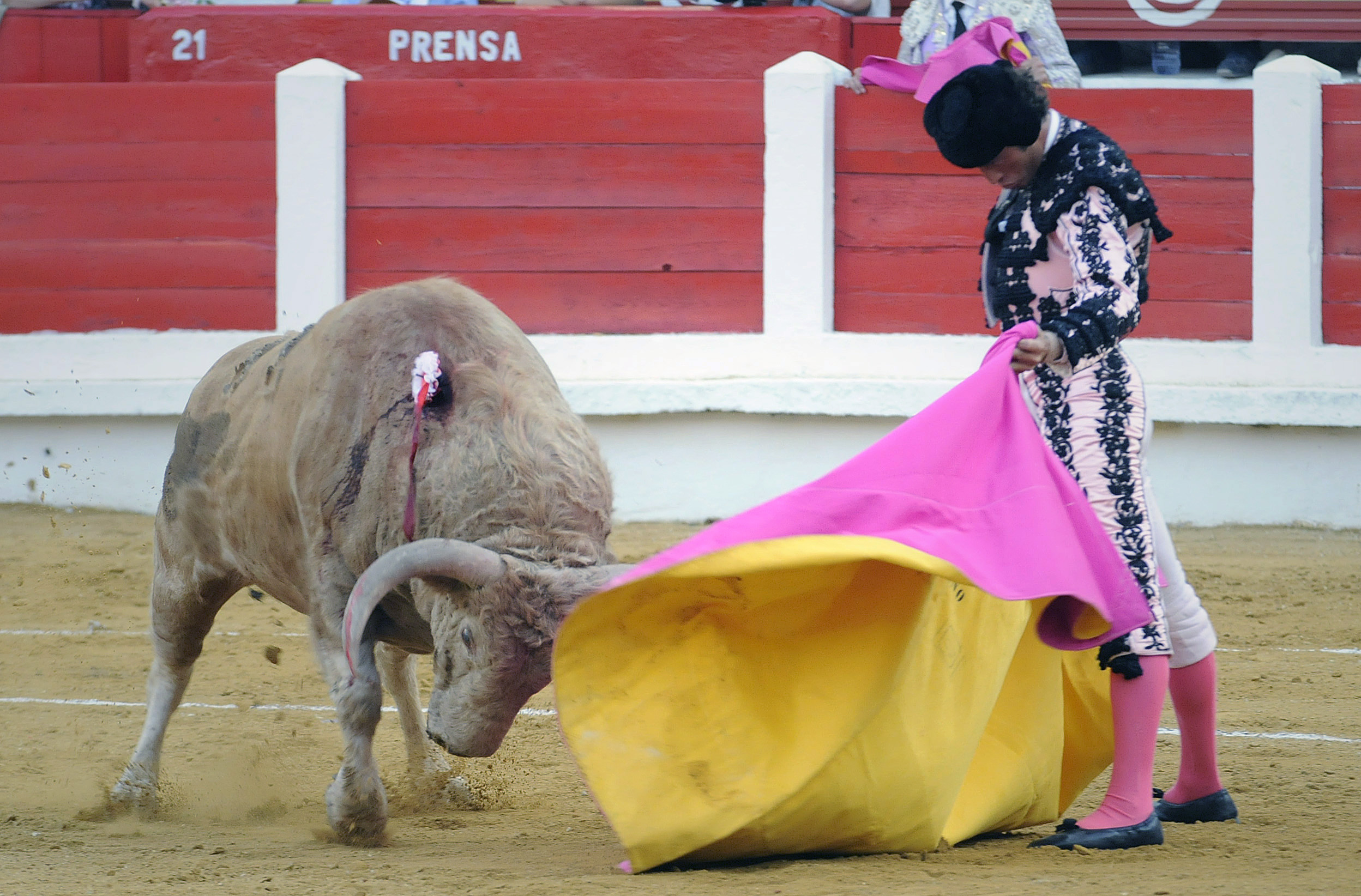
Finito de Córdoba en la feria de Mérida en septiembre de 2008.

Nacido en Sabadell, en Barcelona, y criado en El Arrecife, Córdoba. Debutó el 27 de junio de 1987, en Santiponce (Sevilla), con Luis de Pauloba y Pallí. Su debut con caballos se produjo el 25 de marzo de 1989, en Marbella (Málaga), con Espartaco Chico y Pepe Luis Martín, y novillos de Juan Pedro Domecq. Su debut en Madrid fue el 23 de septiembre de 1990, con Luis de Pauloba y Cristo González, y reses de Jandilla. 
Tomó la alternativa en Córdoba el 23 de mayo de 1991, teniendo como padrino a Paco Ojeda y de testigo a Fernando Cepeda, con ganadería de Torrestrella. Confirmó la alternativa en Madrid el 13 de mayo de 1993, con padrino José Ortega Cano y como testigo Manuel Caballero.  
A lo largo de su carrera ha tenido éxitos como la puerta grande de Las Ventas lidiando toros de Aldeanueva (1993), el indulto a Tabernero en Córdoba de Gabriel Rojas (1994), las puertas grandes en Barcelona, premio al mejor matador de la feria de Quito (1999) o premio pluma de oro en Valencia (2000).

## Vida privada

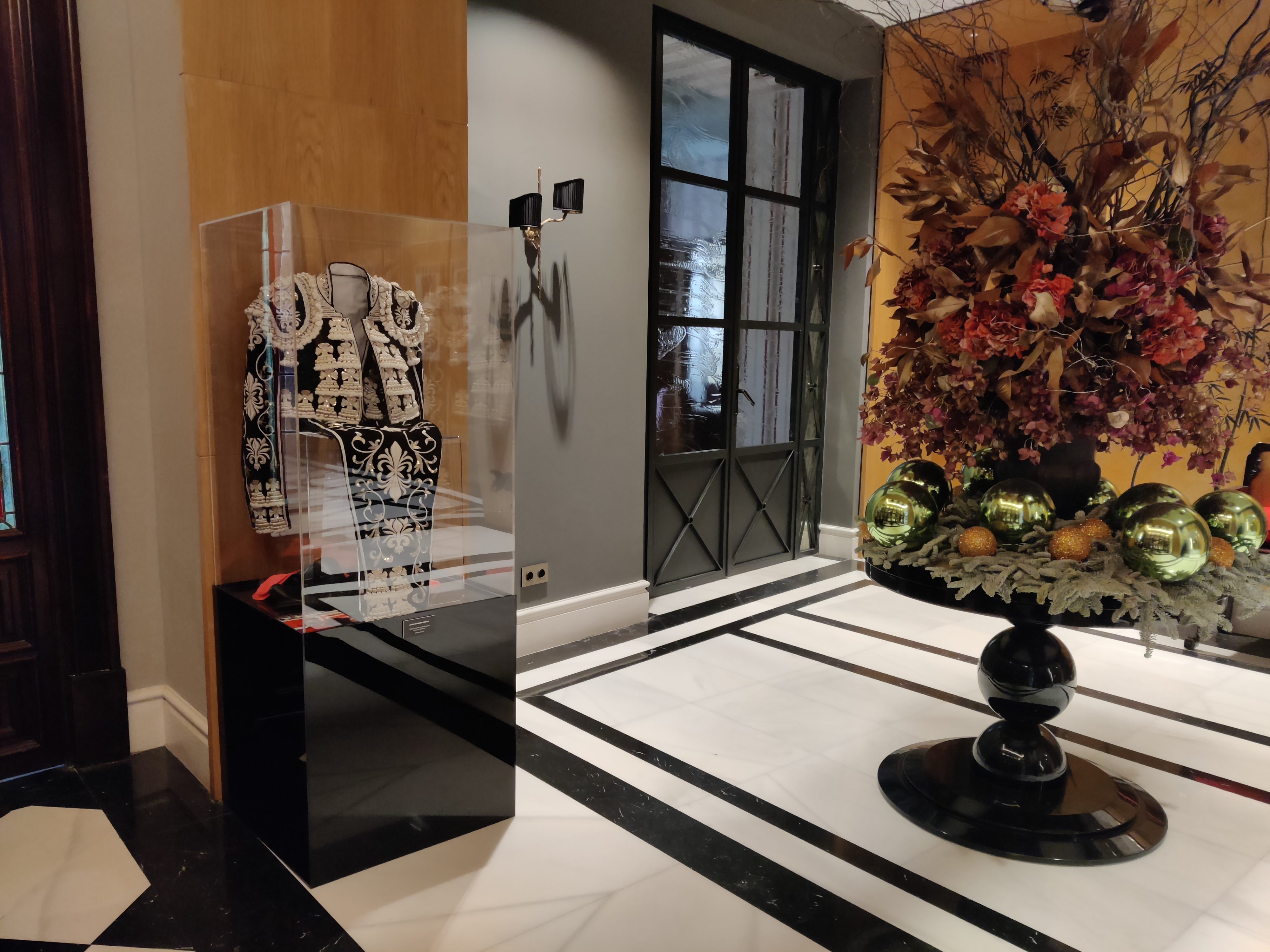
Traje de luces

El 21 de octubre de 2001 se casó en la iglesia de Santa Marina de Aguas Santas de Córboba con la presentadora de televisión y actriz Arantxa del Sol. Tienen una hija, Lucía (2002), y un hijo, Juan Rodrigo (2008).